# Bangalore Choir
Bangalore Choir é uma banda de hard rock formada em 1990 em Los Angeles, Califórnia. A banda foi fundada por David Reece, ex-vocalista do Accept, e pelos guitarristas Curt Mitchell e John Kirk. O baixista Danny Greenberg e o baterista Jackie Ramos completaram a formação original.
O álbum de estreia da banda, "On Target", foi lançado em 1992 pela Giant Records. O álbum foi produzido por Andy Johns e apresentou uma mistura de hard rock e AOR, com os vocais poderosos de Reece sendo uma característica marcante. A canção "Doin’ The Dance" foi composta em parceria com Jon Bon Jovi e Aldo Nova. O álbum recebeu aclamação da crítica e ajudou a estabelecer o Bangalore Choir como uma nova e promissora banda no cenário do hard rock.
Em 1993, o Bangalore Choir lançou seu segundo álbum, "Metaphor", que viu a banda adotar uma abordagem de hard rock mais direta. O álbum foi novamente bem recebido, mas infelizmente a banda se desfez logo após o lançamento devido à falta de sucesso comercial.
Nos anos desde sua separação, o Bangalore Choir ganhou uma legião de fãs de hard rock, e seus álbuns se tornaram itens colecionáveis altamente procurados. Reece continuou a lançar música como artista solo e se reuniu com o Bangalore Choir para apresentações ao vivo selecionadas.

## Membros da banda
David Reece - vocais principais
Curt Mitchell - guitarra
John Kirk - guitarra
Danny Greenberg - baixo
Jackie Ramos - bateria

## Discografia
On Target (1992)
Metaphor (1993)